# إيفا التمان
إيفا التمان (بالألمانية: Eva Altmann) (و. 1903 – 1991 م) هي اقتصادية، وأستاذة جامعية من ألمانيا، وألمانيا الشرقية، ولدت في برلين، توفيت عن عمر يناهز 88 عاماً.

## جوائز
حصلت على جوائز منها:
- نيشان كارل ماركس
- وسام نجمة صداقة الشعوب لألمانيا الشرقية [الإنجليزية]‏